# Bettahalli, Alur
Bettahalli là một làng thuộc tehsil Alur, huyện Hassan, bang Karnataka, Ấn Độ.